# Isotopes du thallium
Le thallium (Tl, numéro atomique 81) possède 37 isotopes connus, de nombre de masse variant entre 176 et 212, et 42 isomères nucléaires. Parmi ces isotopes, seuls deux, 203Tl et 205Tl, sont stables ; ils constituent la quasi-totalité du thallium naturel, dans un ratio 30/70. La masse atomique standard attribuée au thallium est de 204,383 3(2) u.
Parmi les 35 radioisotopes du thallium artificiels, ceux à la plus longue durée de vie sont 204Tl avec une demi-vie de 3,78 années, et 202Tl (12,23 jours). Parmi les radioisotopes naturels (issus de la chaîne désintégration d'isotopes de l'uranium ou du thorium), 207Tl a la plus longue demi-vie (4,77 minutes).
Les isotopes plus légers que 203Tl et de nombre de masse supérieurs à 181 se désintègrent principalement par émission de positron (β+), en isotopes du mercure, à l'exception de 201Tl qui se désintègre lui par capture électronique. Les isotopes plus légers se désintègrent eux soit par émission de proton, soit radioactivité α, ou encore partiellement par radioactivité α et partiellement par émission de positron, en isotopes du mercure ou de l'or. Les radioisotopes plus lourds que 203Tl se désintègrent eux principalement par désintégration β− en isotopes du plomb.
En état totalement ionisé, l'isotope 205Tl devient β-radioactif, se désintégrant en 205Pb, ce qui signifie que dans cet état, le thallium possède un seul isotope stable, 203Tl.

## Traçage isotopique géologie

### Géologie
Les isotopes stables du thallium ne sont pas affectés par le fractionnement lors des processus magmatiques. 
Le thallium permet donc un traçage des sédiments pélagiques, des croûtes de FeMn et de la croûte océanique altérée à basse température, permettant d'« élucider la nature des sources mantelliques des basaltes océaniques et de certaines laves (et pas uniquement les laves primitives) ».

### Environnement, pollution
Des décennies après une pollution, l'origine du thallium échantillonné dans le sol peut être, dans une certaine mesure, tracée grâce aux isotopes, tout en sachant qu'un fractionnement isotopique du thallium peut se produire dans le sol [et des cendres volantes présentent une composition isotopique légèrement différente (ε205Tl ∼ −4,1) de celles de scories (ε205Tl ∼ −3,3)]. Après un apport anthropique de thallium, la redistribution de ces isotopes isotopes dans les horizons du sol (subsurface) est dépendante des processus abiotiques et probablement biotiques de sorption et/ou de précipitation (dans le sol et dans l'eau du sol).

## Isotopes notables

### Thallium naturel
Le thallium naturel est constitué des deux isotopes stables 203Tl et 205Tl, et de traces des radioisotopes présents dans les chaînes de désintégration de l'uranium et du thorium (206Tl et 210Tl comme descendants de l'uranium 238, 207Tl descendant de l'uranium 235, et 208Tl descendant du thorium 232). Comme les quatre radioisotopes naturels ont tous des demi-vies très courtes (inférieure à cinq minutes), ils sont présents en quantités trop infimes pour être quantifiables dans le sol.
| Isotope | Abondance (pourcentage molaire) | Gamme de variation naturelle |
| ------- | ------------------------------- | ---------------------------- |
| 203Tl   | 29,52 (1) %                     | 29,494 - 29,528 %            |
| 205Tl   | 70,48 (1) %                     | 70,472 - 70,506 %            |

### Thallium 201
Le thallium 201 (201Tl) est l'isotope du thallium dont le noyau est constitué de 81 protons et de 120 neutrons. C'est un radioisotope artificiel se désintégrant par capture électronique en mercure 201 avec un demi-vie de 72,912 heures. Il est obtenu par décroissance radioactive du plomb 201 lui-même obtenu dans un cyclotron, en bombardant des cibles de thallium 203 par des protons, selon la réaction :
203Tl (p,3n) → 201Pb → 201Tl
Ayant des caractéristiques analogues au potassium, le thallium 201 est employé comme traceur radioactif en médecine nucléaire diagnostique, principalement en scintigraphie myocardique.

### Thallium 205
L'un des deux isotopes stables du thallium, il est l'un des descendants possibles (bien que très minoritaire par cette voie) de la chaîne de désintégration de l'uranium 238.

### Thallium 206
Le thallium 206 est un descendant possible mais très minoritaire du bismuth 210, faisant partie de la chaîne de désintégration du radium 226 (ou de l'uranium 238). Il était historiquement appelé radium E".

### Thallium 207
Le thallium 207 était historiquement appelé actinium C".

### Thallium 208
Le thallium 208 fait partie de la chaîne de désintégration du thorium 232, d'où son appellation historique de thorium C".

### Thallium 210
Le thallium 210 a d'abord été appelé « radium C" » car c'est l'un des descendants minoritaires de 214Bi, lui-même anciennement appelé « radium C » (car présent dans la chaîne de désintégration du radium 226).

## Table des isotopes
| Symbole de l'isotope | Z (p)                | N (n)                | Masse isotopique (u) | Demi-vie         | Mode(s) de désintégration, | Isotope(s) fils | Spin nucléaire |
| Symbole de l'isotope | Énergie d'excitation | Énergie d'excitation | Énergie d'excitation | Demi-vie         | Mode(s) de désintégration, | Isotope(s) fils | Spin nucléaire |
| -------------------- | -------------------- | -------------------- | -------------------- | ---------------- | -------------------------- | --------------- | -------------- |
| 176Tl                | 81                   | 95                   | 176,00059(21)#       | 5,2(+30-14) ms   |                            |                 | (3-,4-,5-)     |
| 177Tl                | 81                   | 96                   | 176,996427(27)       | 18(5) ms         | p                          | 176Hg           | (1/2+)         |
| 177Tl                | 81                   | 96                   | 176,996427(27)       | 18(5) ms         | α (rare)                   | 173Au           | (1/2+)         |
| 177mTl               | 807(18) keV          | 807(18) keV          | 807(18) keV          | 230(40) µs       | p                          | 176Hg           | (11/2-)        |
| 177mTl               | 807(18) keV          | 807(18) keV          | 807(18) keV          | 230(40) µs       | α                          | 173Au           | (11/2-)        |
| 178Tl                | 81                   | 97                   | 177,99490(12)#       | 255(10) ms       | α                          | 174Au           |                |
| 178Tl                | 81                   | 97                   | 177,99490(12)#       | 255(10) ms       | p (rare)                   | 177Hg           |                |
| 179Tl                | 81                   | 98                   | 178,99109(5)         | 270(30) ms       | α                          | 175Au           | (1/2+)         |
| 179Tl                | 81                   | 98                   | 178,99109(5)         | 270(30) ms       | p (rare)                   | 178Hg           | (1/2+)         |
| 179mTl               | 860(30)# keV         | 860(30)# keV         | 860(30)# keV         | 1,60(16) ms      | α                          | 175Au           | (9/2-)         |
| 179mTl               | 860(30)# keV         | 860(30)# keV         | 860(30)# keV         | 1,60(16) ms      | TI (rare)                  | 179Tl           | (9/2-)         |
| 180Tl                | 81                   | 99                   | 179,98991(13)#       | 1,5(2) s         | α (75 %)                   | 176Au           |                |
| 180Tl                | 81                   | 99                   | 179,98991(13)#       | 1,5(2) s         | β+ (25 %)                  | 180Hg           |                |
| 180Tl                | 81                   | 99                   | 179,98991(13)#       | 1,5(2) s         | FS (10−4 %)                | 100Ru, 80Kr     |                |
| 181Tl                | 81                   | 100                  | 180,986257(10)       | 3,2(3) s         | α                          | 177Au           | 1/2+#          |
| 181Tl                | 81                   | 100                  | 180,986257(10)       | 3,2(3) s         | β+                         | 181Hg           | 1/2+#          |
| 181mTl               | 857(29) keV          | 857(29) keV          | 857(29) keV          | 1,7(4) ms        | α                          | 177Au           | 9/2-#          |
| 181mTl               | 857(29) keV          | 857(29) keV          | 857(29) keV          | 1,7(4) ms        | β+                         | 181Hg           | 9/2-#          |
| 182Tl                | 81                   | 101                  | 181,98567(8)         | 2,0(3) s         | β+ (96 %)                  | 182Hg           | 2-#            |
| 182Tl                | 81                   | 101                  | 181,98567(8)         | 2,0(3) s         | α (4 %)                    | 178Au           | 2-#            |
| 182m1Tl              | 100(100)# keV        | 100(100)# keV        | 100(100)# keV        | 2,9(5) s         | α                          | 178Au           | (7+)           |
| 182m1Tl              | 100(100)# keV        | 100(100)# keV        | 100(100)# keV        | 2,9(5) s         | β+ (rare)                  | 182Hg           | (7+)           |
| 182m2Tl              | 600(140)# keV        | 600(140)# keV        | 600(140)# keV        |                  |                            |                 | 10-            |
| 183Tl                | 81                   | 102                  | 182,982193(10)       | 6,9(7) s         | β+ (98 %)                  | 183Hg           | 1/2+#          |
| 183Tl                | 81                   | 102                  | 182,982193(10)       | 6,9(7) s         | α (2 %)                    | 179Au           | 1/2+#          |
| 183m1Tl              | 630(17) keV          | 630(17) keV          | 630(17) keV          | 53,3(3) ms       | TI (99,99 %)               | 183Tl           | 9/2-#          |
| 183m1Tl              | 630(17) keV          | 630(17) keV          | 630(17) keV          | 53,3(3) ms       | α (0,01 %)                 | 179Au           | 9/2-#          |
| 183m2Tl              | 976,8(3) keV         | 976,8(3) keV         | 976,8(3) keV         | 1,48(10) µs      |                            |                 | (13/2+)        |
| 184Tl                | 81                   | 103                  | 183,98187(5)         | 9,7(6) s         | β+                         | 184Hg           | 2-#            |
| 184m1Tl              | 100(100)# keV        | 100(100)# keV        | 100(100)# keV        | 10# s            | β+ (97,9 %)                | 184Hg           | 7+#            |
| 184m1Tl              | 100(100)# keV        | 100(100)# keV        | 100(100)# keV        | 10# s            | α (2,1 %)                  | 180Au           | 7+#            |
| 184m2Tl              | 500(140)# keV        | 500(140)# keV        | 500(140)# keV        | >20 ns           |                            |                 | (10-)          |
| 185Tl                | 81                   | 104                  | 184,97879(6)         | 19,5(5) s        | α                          | 181Au           | 1/2+#          |
| 185Tl                | 81                   | 104                  | 184,97879(6)         | 19,5(5) s        | β+                         | 185Hg           | 1/2+#          |
| 185mTl               | 452,8(20) keV        | 452,8(20) keV        | 452,8(20) keV        | 1,93(8) s        | TI (99,99 %)               | 185Tl           | 9/2-#          |
| 185mTl               | 452,8(20) keV        | 452,8(20) keV        | 452,8(20) keV        | 1,93(8) s        | α (0,01 %)                 | 181Au           | 9/2-#          |
| 185mTl               | 452,8(20) keV        | 452,8(20) keV        | 452,8(20) keV        | 1,93(8) s        | β+                         | 185Hg           | 9/2-#          |
| 186Tl                | 81                   | 105                  | 185,97833(20)        | 40# s            | β+                         | 186Hg           | (2-)           |
| 186Tl                | 81                   | 105                  | 185,97833(20)        | 40# s            | α (0,006 %)                | 182Au           | (2-)           |
| 186m1Tl              | 320(180) keV         | 320(180) keV         | 320(180) keV         | 27,5(10) s       | β+                         | 186Hg           | (7+)           |
| 186m2Tl              | 690(180) keV         | 690(180) keV         | 690(180) keV         | 2,9(2) s         |                            |                 | (10-)          |
| 187Tl                | 81                   | 106                  | 186,975906(9)        | ~51 s            | β+                         | 187Hg           | (1/2+)         |
| 187Tl                | 81                   | 106                  | 186,975906(9)        | ~51 s            | α (rare)                   | 183Au           | (1/2+)         |
| 187mTl               | 335(3) keV           | 335(3) keV           | 335(3) keV           | 15,60(12) s      | α                          | 183Au           | (9/2-)         |
| 187mTl               | 335(3) keV           | 335(3) keV           | 335(3) keV           | 15,60(12) s      | TI                         | 187Tl           | (9/2-)         |
| 187mTl               | 335(3) keV           | 335(3) keV           | 335(3) keV           | 15,60(12) s      | β+                         | 187Hg           | (9/2-)         |
| 188Tl                | 81                   | 107                  | 187,97601(4)         | 71(2) s          | β+                         | 188Hg           | (2-)           |
| 188m1Tl              | 40(30) keV           | 40(30) keV           | 40(30) keV           | 71(1) s          | β+                         | 188Hg           | (7+)           |
| 188m2Tl              | 310(30) keV          | 310(30) keV          | 310(30) keV          | 41(4) ms         |                            |                 | (9-)           |
| 189Tl                | 81                   | 108                  | 188,973588(12)       | 2,3(2) min       | β+                         | 189Hg           | (1/2+)         |
| 189mTl               | 257,6(13) keV        | 257,6(13) keV        | 257,6(13) keV        | 1,4(1) min       | β+ (96 %)                  | 189Hg           | (9/2-)         |
| 189mTl               | 257,6(13) keV        | 257,6(13) keV        | 257,6(13) keV        | 1,4(1) min       | TI (4 %)                   | 189Tl           | (9/2-)         |
| 190Tl                | 81                   | 109                  | 189,97388(5)         | 2,6(3) min       | β+                         | 190Hg           | 2(-)           |
| 190m1Tl              | 130(90)# keV         | 130(90)# keV         | 130(90)# keV         | 3,7(3) min       | β+                         | 190Hg           | 7(+#)          |
| 190m2Tl              | 290(70)# keV         | 290(70)# keV         | 290(70)# keV         | 750(40) µs       |                            |                 | (8-)           |
| 190m3Tl              | 410(70)# keV         | 410(70)# keV         | 410(70)# keV         | >1 µs            |                            |                 | 9-             |
| 191Tl                | 81                   | 110                  | 190,971786(8)        | 20# min          | β+                         | 191Hg           | (1/2+)         |
| 191mTl               | 297(7) keV           | 297(7) keV           | 297(7) keV           | 5,22(16) min     | β+                         | 191Hg           | 9/2(-)         |
| 192Tl                | 81                   | 111                  | 191,97223(3)         | 9,6(4) min       | β+                         | 192Hg           | (2-)           |
| 192m1Tl              | 160(50) keV          | 160(50) keV          | 160(50) keV          | 10,8(2) min      | β+                         | 192Hg           | (7+)           |
| 192m2Tl              | 407(54) keV          | 407(54) keV          | 407(54) keV          | 296(5) ns        |                            |                 | (8-)           |
| 193Tl                | 81                   | 112                  | 192,97067(12)        | 21,6(8) min      | β+                         | 193Hg           | 1/2(+#)        |
| 193mTl               | 369(4) keV           | 369(4) keV           | 369(4) keV           | 2,11(15) min     | TI (75 %)                  | 193Tl           | 9/2-           |
| 193mTl               | 369(4) keV           | 369(4) keV           | 369(4) keV           | 2,11(15) min     | β+ (25 %)                  | 193Hg           | 9/2-           |
| 194Tl                | 81                   | 113                  | 193,97120(15)        | 33,0(5) min      | β+                         | 194Hg           | 2-             |
| 194Tl                | 81                   | 113                  | 193,97120(15)        | 33,0(5) min      | α (10−7 %)                 | 190Au           | 2-             |
| 194mTl               | 300(200)# keV        | 300(200)# keV        | 300(200)# keV        | 32,8(2) min      | β+                         | 194Hg           | (7+)           |
| 195Tl                | 81                   | 114                  | 194,969774(15)       | 1,16(5) h        | β+                         | 195Hg           | 1/2+           |
| 195mTl               | 482,63(17) keV       | 482,63(17) keV       | 482,63(17) keV       | 3,6(4) s         | TI                         | 195Tl           | 9/2-           |
| 196Tl                | 81                   | 115                  | 195,970481(13)       | 1,84(3) h        | β+                         | 196Hg           | 2-             |
| 196mTl               | 394,2(5) keV         | 394,2(5) keV         | 394,2(5) keV         | 1,41(2) h        | β+ (95,5 %)                | 196Hg           | (7+)           |
| 196mTl               | 394,2(5) keV         | 394,2(5) keV         | 394,2(5) keV         | 1,41(2) h        | TI (4,5 %)                 | 196Tl           | (7+)           |
| 197Tl                | 81                   | 116                  | 196,969575(18)       | 2,84(4) h        | β+                         | 197Hg           | 1/2+           |
| 197mTl               | 608,22(8) keV        | 608,22(8) keV        | 608,22(8) keV        | 540(10) ms       | TI                         | 197Tl           | 9/2-           |
| 198Tl                | 81                   | 117                  | 197,97048(9)         | 5,3(5) h         | β+                         | 198Hg           | 2-             |
| 198m1Tl              | 543,5(4) keV         | 543,5(4) keV         | 543,5(4) keV         | 1,87(3) h        | β+ (54 %)                  | 198Hg           | 7+             |
| 198m1Tl              | 543,5(4) keV         | 543,5(4) keV         | 543,5(4) keV         | 1,87(3) h        | TI (46 %)                  | 198Tl           | 7+             |
| 198m2Tl              | 687,2(5) keV         | 687,2(5) keV         | 687,2(5) keV         | 150(40) ns       |                            |                 | (5+)           |
| 198m3Tl              | 742,3(4) keV         | 742,3(4) keV         | 742,3(4) keV         | 32,1(10) ms      |                            |                 | (10-)#         |
| 199Tl                | 81                   | 118                  | 198,96988(3)         | 7,42(8) h        | β+                         | 199Hg           | 1/2+           |
| 199mTl               | 749,7(3) keV         | 749,7(3) keV         | 749,7(3) keV         | 28,4(2) ms       | TI                         | 199Tl           | 9/2-           |
| 200Tl                | 81                   | 119                  | 199,970963(6)        | 26,1(1) h        | β+                         | 200Hg           | 2-             |
| 200m1Tl              | 753,6(2) keV         | 753,6(2) keV         | 753,6(2) keV         | 34,3(10) ms      | TI                         | 200Tl           | 7+             |
| 200m2Tl              | 762,0(2) keV         | 762,0(2) keV         | 762,0(2) keV         | 0,33(5) µs       |                            |                 | 5+             |
| 201Tl                | 81                   | 120                  | 200,970819(16)       | 72,912(17) h     | CE                         | 201Hg           | 1/2+           |
| 201mTl               | 919,50(9) keV        | 919,50(9) keV        | 919,50(9) keV        | 2,035(7) ms      | TI                         | 201Tl           | (9/2-)         |
| 202Tl                | 81                   | 121                  | 201,972106(16)       | 12,23(2) j       | β+                         | 202Hg           | 2-             |
| 202mTl               | 950,19(10) keV       | 950,19(10) keV       | 950,19(10) keV       | 572(7) µs        |                            |                 | 7+             |
| 203Tl                | 81                   | 122                  | 202,9723442(14)      | Observé stable   | Observé stable             | Observé stable  | 1/2+           |
| 203mTl               | 3400(300) keV        | 3400(300) keV        | 3400(300) keV        | 7,7(5) µs        |                            |                 | (25/2+)        |
| 204Tl                | 81                   | 123                  | 203,9738635(13)      | 3,78(2) a        | β− (97,1 %)                | 204Pb           | 2-             |
| 204Tl                | 81                   | 123                  | 203,9738635(13)      | 3,78(2) a        | CE (2,9 %)                 | 204Hg           | 2-             |
| 204m1Tl              | 1104,0(4) keV        | 1104,0(4) keV        | 1104,0(4) keV        | 63(2) µs         |                            |                 | (7)+           |
| 204m2Tl              | 2500(500) keV        | 2500(500) keV        | 2500(500) keV        | 2,6(2) µs        |                            |                 | (12-)          |
| 204m3Tl              | 3500(500) keV        | 3500(500) keV        | 3500(500) keV        | 1,6(2) µs        |                            |                 | (20+)          |
| 205Tl                | 81                   | 124                  | 204,9744275(14)      | Observé stable   | Observé stable             | Observé stable  | 1/2+           |
| 205m1Tl              | 3290,63(17) keV      | 3290,63(17) keV      | 3290,63(17) keV      | 2,6(2) µs        |                            |                 | 25/2+          |
| 205m2Tl              | 4835,6(15) keV       | 4835,6(15) keV       | 4835,6(15) keV       | 235(10) ns       |                            |                 | (35/2-)        |
| 206Tl                | 81                   | 125                  | 205,9761103(15)      | 4,200(17) min    | β−                         | 206Pb           | 0-             |
| 206mTl               | 2643,11(19) keV      | 2643,11(19) keV      | 2643,11(19) keV      | 3,74(3) min      | TI                         | 206Tl           | (12-)          |
| 207Tl                | 81                   | 126                  | 206,977419(6)        | 4,77(2) min      | β−                         | 207Pb           | 1/2+           |
| 207mTl               | 1348,1(3) keV        | 1348,1(3) keV        | 1348,1(3) keV        | 1,33(11) s       | TI (99,9 %)                | 207Tl           | 11/2-          |
| 207mTl               | 1348,1(3) keV        | 1348,1(3) keV        | 1348,1(3) keV        | 1,33(11) s       | β− (0,1 %)                 | 207Pb           | 11/2-          |
| 208Tl                | 81                   | 127                  | 207,9820187(21)      | 3,053(4) min     | β−                         | 208Pb           | 5(+)           |
| 209Tl                | 81                   | 128                  | 208,985359(8)        | 2,161(7) min     | β−                         | 209Pb           | (1/2+)         |
| 210Tl                | 81                   | 129                  | 209,990074(12)       | 1,30(3) min      | β− (99,991 %)              | 210Pb           | (5+)#          |
| 210Tl                | 81                   | 129                  | 209,990074(12)       | 1,30(3) min      | β−, n (0,009 %)            | 209Pb           | (5+)#          |
| 211Tl                | 81                   | 130                  | 210,99348(22)#       | 1# min [>300 ns] |                            |                 | 1/2+#          |
| 212Tl                | 81                   | 131                  | 211,99823(32)#       | 30# s [>300 ns]  |                            |                 | 5+#            |

### Remarques
- Les valeurs marquées # ne sont pas purement dérivées des données expérimentales, mais aussi au moins en partie à partir des tendances systématiques. Les spins avec des arguments d'affectation faibles sont entre parenthèses.
- Les incertitudes sont données de façon concise entre parenthèses après la décimale correspondante. Les valeurs d'incertitude dénotent un écart-type, à l'exception de la composition isotopique et de la masse atomique standard de l'IUPAC qui utilisent des incertitudes élargies[9].